# 成都琉璃厂窑
成都琉璃厂窑，又名华阳窑，位于中华人民共和国四川省成都市锦江区柳江街道琉璃村6组、包江桥村1组，始烧于五代时期，停烧于明代，共历时700余年，是成都平原著名的官办古窑场之一。2018年成都文物考古研究院对该遗址进行了考古发掘，发现了众多五代至两宋时期的窑炉和作坊建筑，以及大量陶瓷器。成都地区前蜀永陵、明代朱悦燫墓中也曾出土过该窑烧制的陶瓷器。2020年该遗址以“琉璃厂窑址”的名义被列入成都市文物保护单位。其所在地的地名“琉璃场”，以及临近的成都地铁琉璃场站均因琉璃厂窑而得名。

## 图片

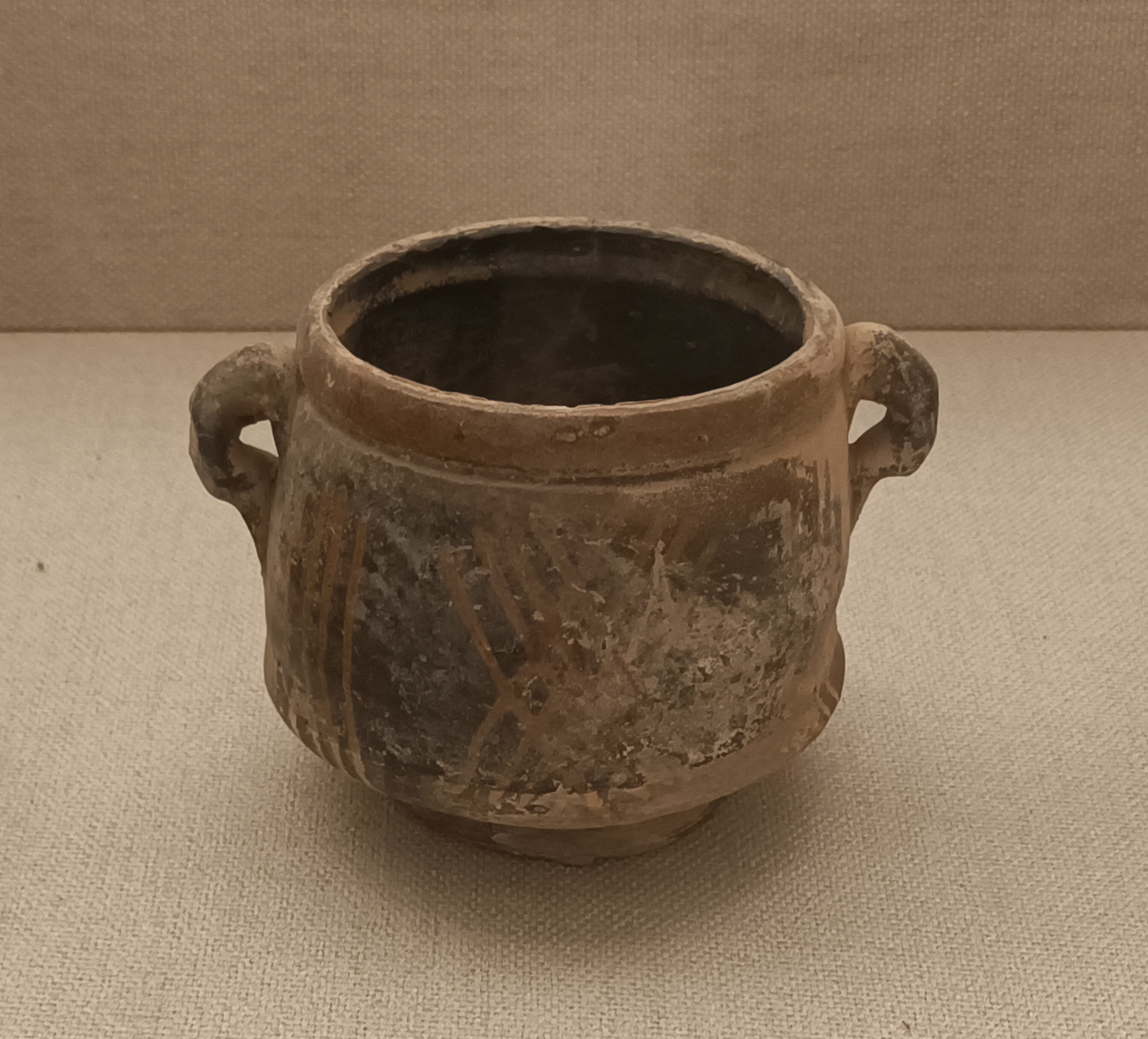
酱釉双系瓷罐，宋，成都隋唐窑址博物馆藏
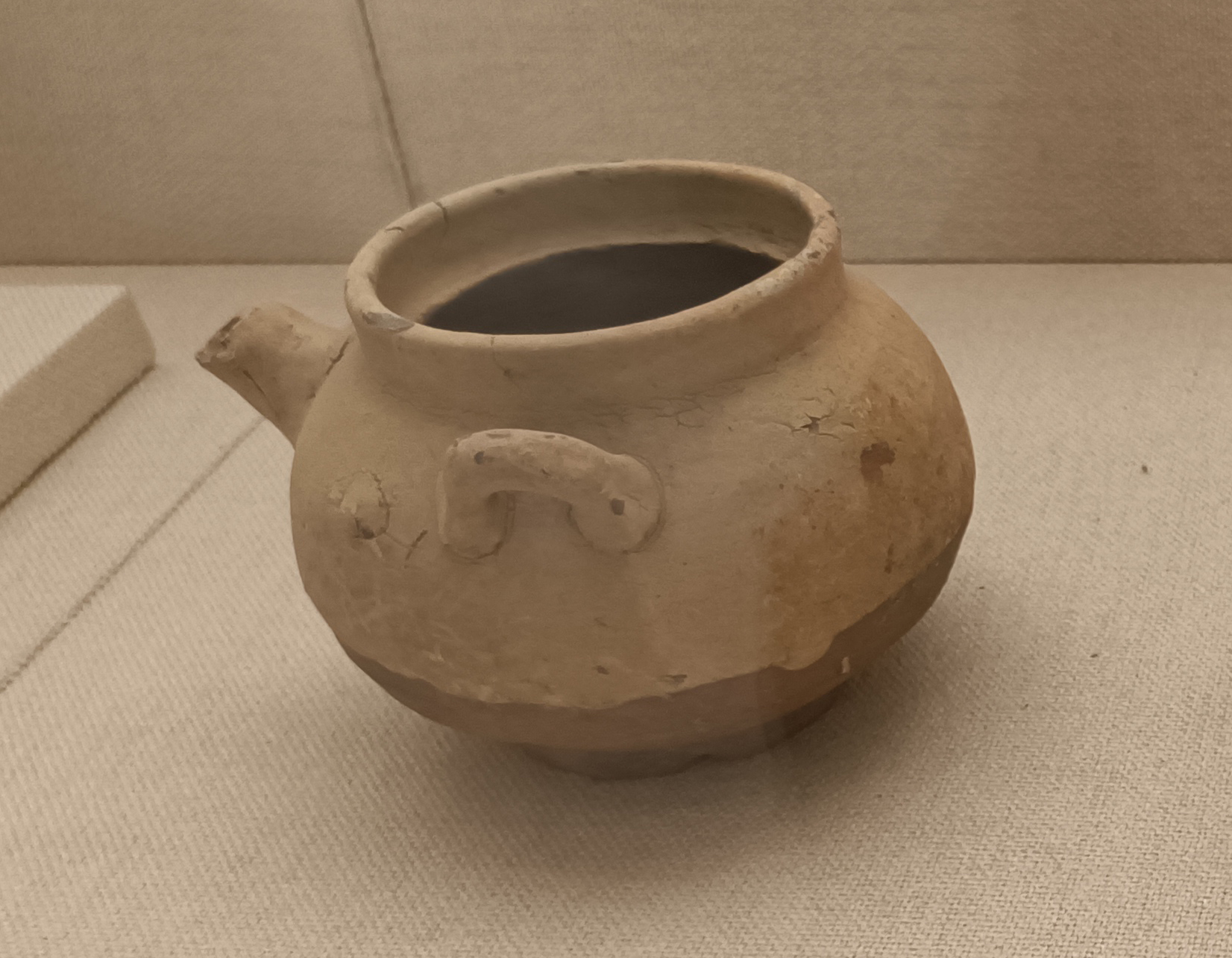
青釉瓷注壶，宋，成都隋唐窑址博物馆藏
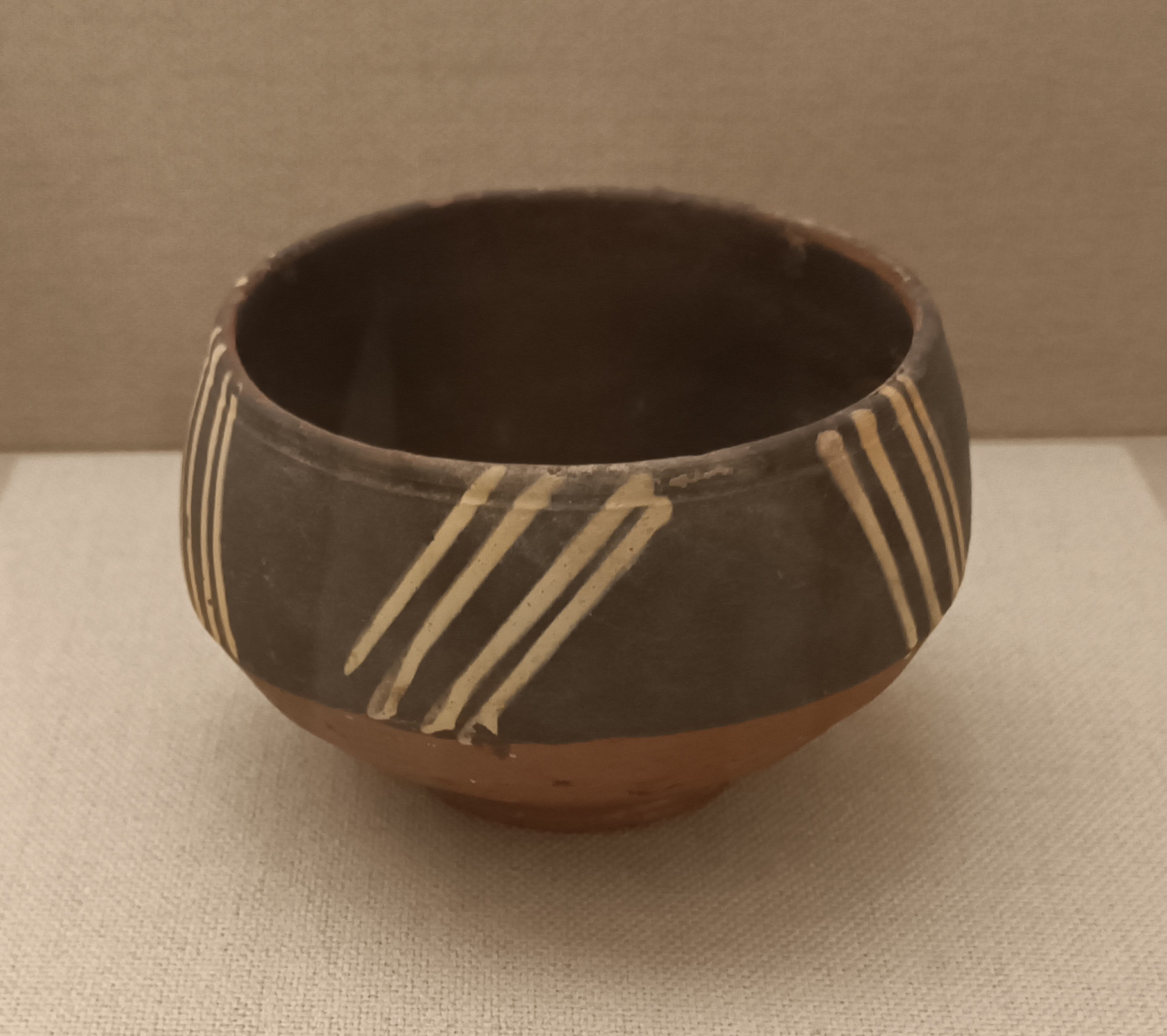
褐釉白彩瓷钵，宋，成都隋唐窑址博物馆藏
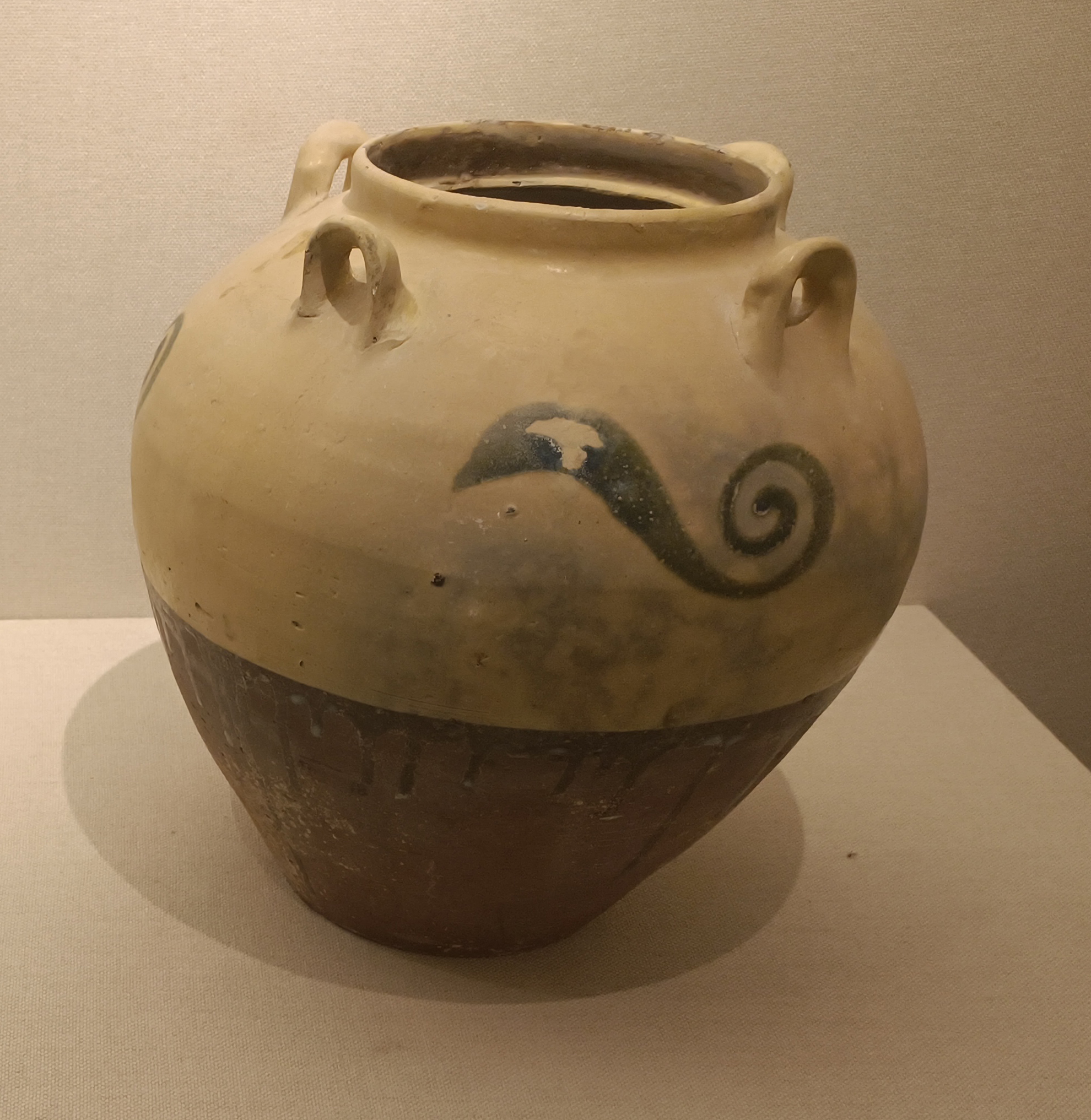
青釉绿彩瓷罐，五代，成都隋唐窑址博物馆藏
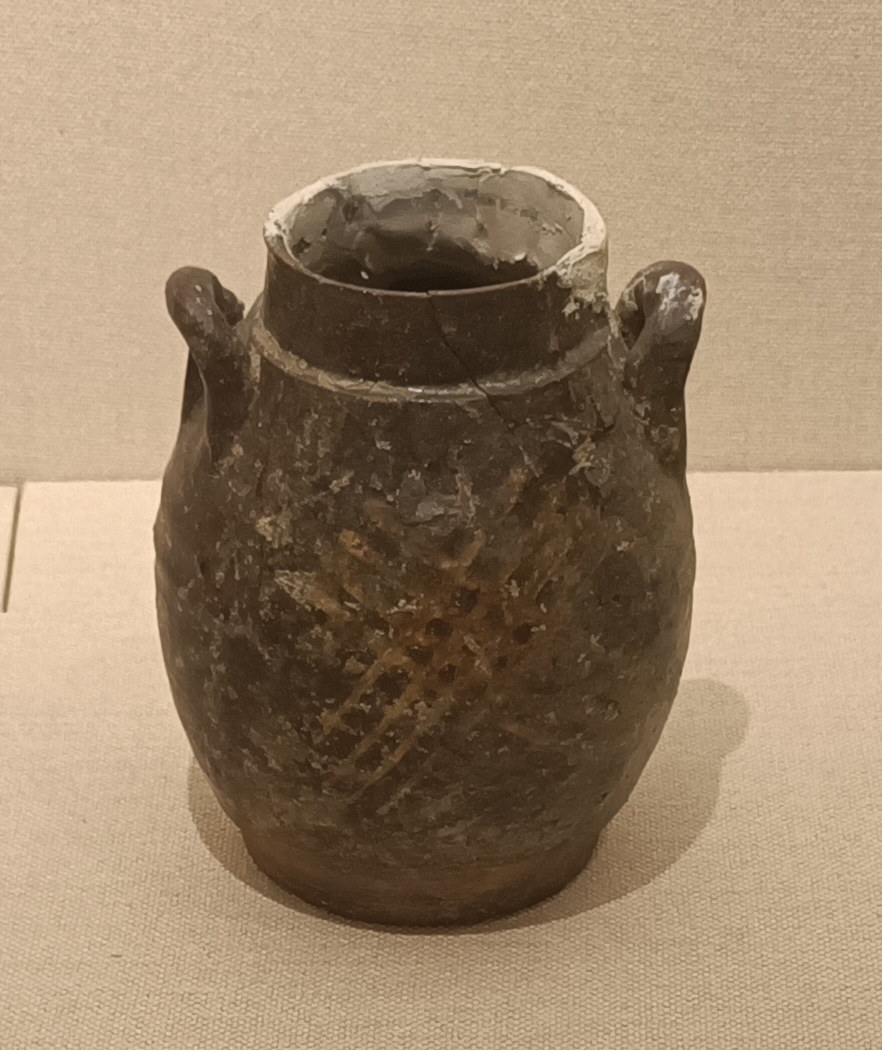
褐釉瓷罐，宋，成都隋唐窑址博物馆藏
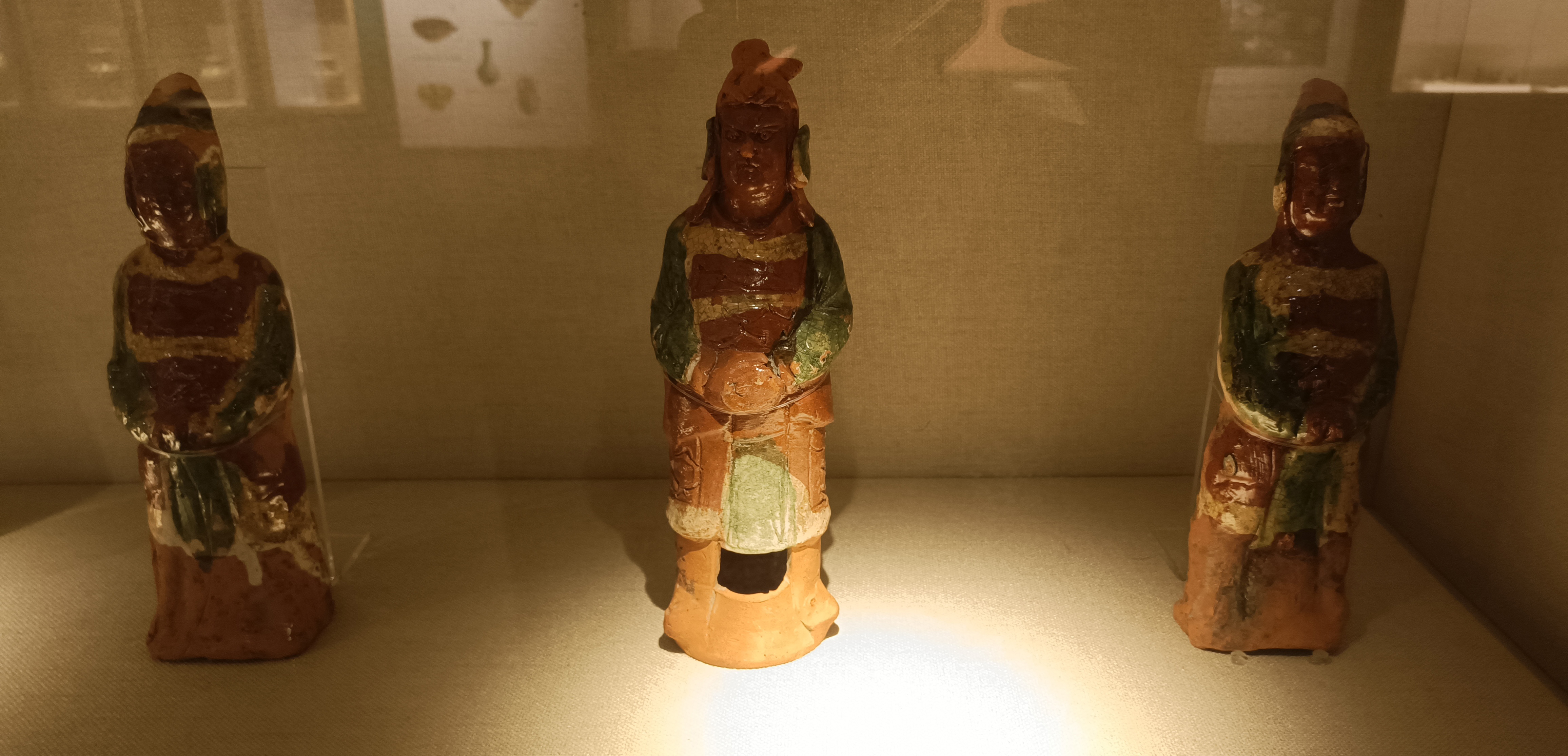
武士俑，宋，成都隋唐窑址博物馆藏
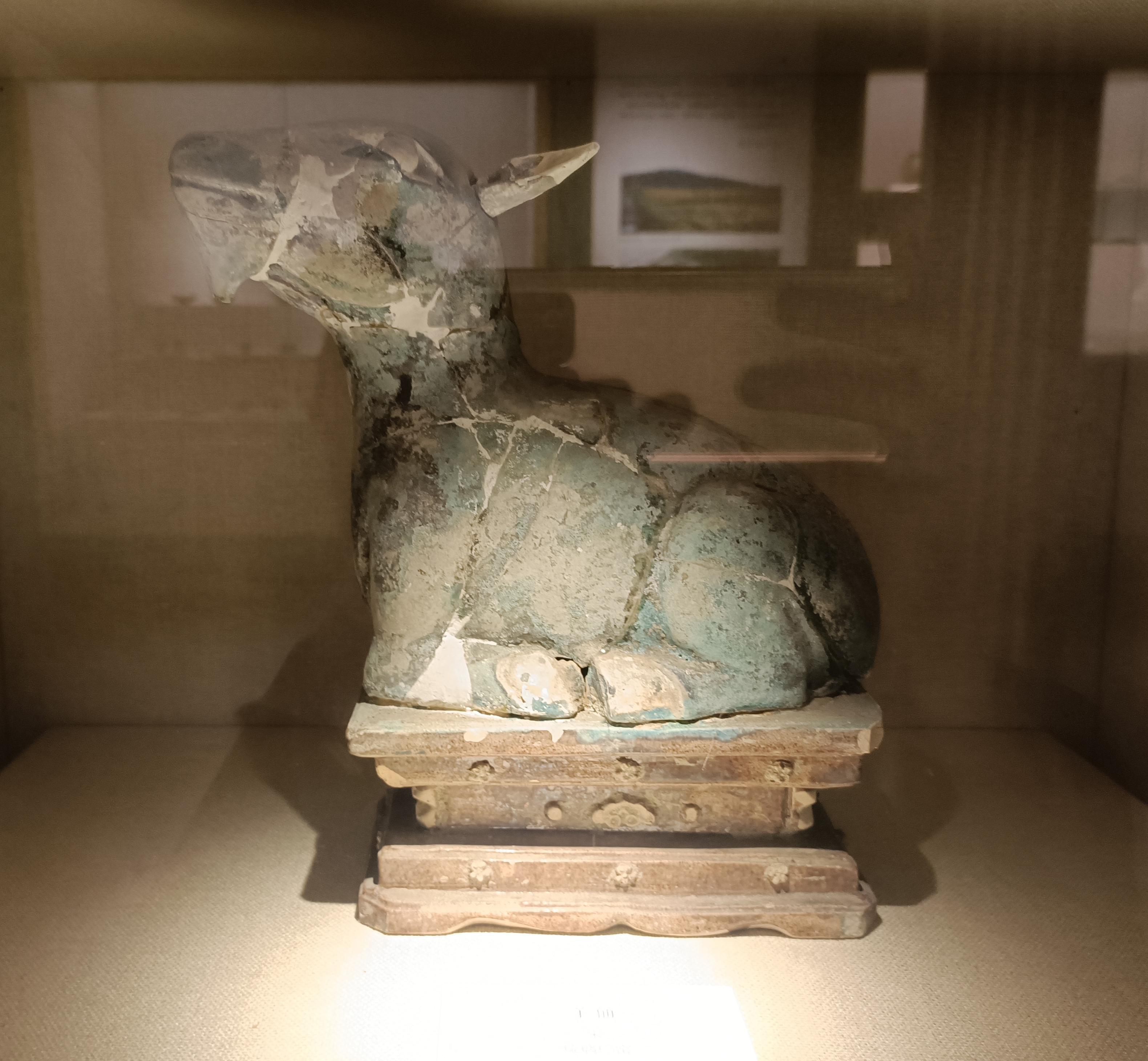
羊俑，宋，成都隋唐窑址博物馆藏